# Hildebrandtia macrotympanum
Hildebrandtia macrotympanum es una especie de anfibio anuro de la familia Ptychadenidae.
Se encuentra en el sudeste de Etiopía, Kenia y Somalia.
Está amenazada por la destrucción de su hábitat natural.